# Tellin
Tellin (en wallon Telin) est un village et commune de Belgique de la province de Luxembourg en Région wallonne de Belgique. Situé à la frontière entre la Famenne et l'Ardenne, le village se trouve dans la zone géologique particulière appelée Geopark Famenne-Ardenne. Le village est situé à 10 kilomètres au sud de la ville de Rochefort, dans l'Ardenne belge.

## Géographie
Situé dans la partie la plus septentrionale de la province de Luxembourg, le village est bordé au nord par la province de Namur.

### Sections
| # | Nom       | Superf. (km²) | Habitants (2020) | Habitants par km² | Code INS |
| - | --------- | ------------- | ---------------- | ----------------- | -------- |
| 1 | Tellin    | 21,24         | 984              | 46                | 84068A   |
| 2 | Bure      | 15,16         | 644              | 42                | 84068B   |
| 3 | Resteigne | 15,45         | 638              | 35                | 84068C   |
| 4 | Grupont   | 5,12          | 177              | 41                | 84068D   |

|        | Rochefort | Nassogne     |
| Wellin | Tellin    |              |
|        | Libin     | Saint-Hubert |

## Démographie

### Évolution démographique avant la fusion de 1977
- Source: DGS, 1831 à 1970=recensements population, 1976= habitants au 31 décembre
- 1900: Scission de Carlsbourg

### Évolution démographique de la commune fusionnée
En tenant compte des anciennes communes entraînées dans la fusion de communes de 1977, on peut dresser l'évolution suivante:
Les chiffres des années 1831 à 1970 tiennent compte des chiffres des anciennes communes fusionnées.
- Source: DGS , de 1831 à 1981=recensements population; à partir de 1990 = nombre d'habitants chaque 1 janvier[2]

## Histoire
En 817, l´évêque de Liège confiait au monastère de Saint-Hubert ses possessions d´ici (Wampach, UQB Lux., …).
Une fonderie de cloches installée en 1830 occupa jusqu'à 10% de la population locale. Aujourd'hui fermée elle a été transformée, en 1992, en musée de la Cloche et du Carillon. Le musée ferma ses portes en 2013.

## Héraldique
|  | La commune possède des armoiries octroyées le 10 décembre 2014. Le cor de poste fait référence à l’ancien relais de poste. La cloche fait référence à la fonderie de cloches qui était une importante activité au XIXe siècle. Le lion fait référence aux armes des Tellin. Les couleurs or, gueules, argent et azur font référence aux couleurs de Liège, Bouillon et Luxembourg. Blasonnement : D’argent au lion d’azur couronné d’or, mantelé ployé de gueules, chargé à dextre d’un cor de poste et à senestre d’une cloche, le tout d’or. - Délibération communale : 23 septembre 2014 - Arrêté de l'exécutif de la communauté : 10 décembre 2014 - Moniteur belge : 23 février 2015 Source du blasonnement : Lieve Viaene-Awouters et Ernest Warlop, Armoiries communales en Belgique, Communes wallonnes, bruxelloises et germanophones, t. 2 : Communes wallonnes M-Z, Communes bruxelloises, Communes germanophones, Bruxelles, Dexia, 2002, p. 731, Moniteur Belge. |

## Politique et administration

### Conseil et collège communal 2024-2030
Frédéric Clarinval de la liste ETIC remporte les élections de 2024.
| Collège communal   |                    |                                                               |
| ------------------ | ------------------ | ------------------------------------------------------------- |
| Bourgmestre        | Frédéric Clarinval | Engagement et Travail dans l'Intérêt du Citoyen               |
| 1er Échevin        | Freddy Laurent     | Engagement et Travail dans l'Intérêt du Citoyen               |
| 2e Échevine        | Sabine Debatty     | Engagement et Travail dans l'Intérêt du Citoyen               |
| 3e Échevin         | Rudy Moisse        | Les Engagés - Engagement et Travail dans l'Intérêt du Citoyen |
| Présidente du CPAS | Adeline Georges    | Engagement et Travail dans l'Intérêt du Citoyen               |

### Sécurité et secours
La commune fait partie de la zone de police Semois et Lesse pour les services de police, ainsi que de la zone de secours Luxembourg pour les services de pompiers. Le numéro d'appel unique pour ces services est le 112.

## Patrimoine et culture

### Patrimoine architectural et sites
- L'église, construite au début du XIXe siècle en remplacement de la précédente détruite dans un incendie, est sous la protection de saint Lambert[5].
- L'ancienne fonderie de cloches de Tellin devenue musée d'art campanaire.
- L'ancien tramway Wellin-Grupont passait par Tellin.

- Un projet de parc éolien (neuf éoliennes de 150 m de haut) placées sur la colline de Bure, juste en face et à hauteur de l'église et du château de Mirwart, provoqua un vif émoi auprès des habitants de Mirwart et des deux villages avoisinants, Bure et Tellin.
- Le bois de Tellin, au sud du village, est une section de la grande forêt de Saint-Hubert. Une aire de repos sur l'autoroute A4 porte son nom.
- Le Geopark Famenne-Ardenne  est une aire géologique labellisée par l'UNESCO en 2018. Tellin en fait partie avec sept autres communes[6].
- Voir aussi le patrimoine immobilier classé.

### Culture

#### Evénement
Le spectacle pyrotechnique, donné depuis le début des années 1980 à l'occasion de la fête nationale (21 juillet), est aujourd'hui un des plus beaux de Wallonie. Cette fête est aussi agrémentée de soirées musicales, ainsi que de la « promenade du fondeur » (un rallye de voitures anciennes parties à la découverte de la région).

## Économie
Le budget communal était de six millions d'euros en 2018.
Les travaux d'équipement pour le parc d'activité économique en pluricommunalité avec Wellin et Libin débutent à l'automne 2020. Le parc est inauguré en septembre 2021.

### Transport
Jusqu'en 1957, Tellin était desservie par le tramway vicinal de Wellin.
La commune est traversée par l'E 411. Cependant, une seule bretelle d'autoroute est présente : de Tellin il est possible d'aller en direction de Bruxelles, mais pas de Luxembourg. La construction d'une deuxième bretelle est souhaitée par le collège communal,.
Tellin fait partie du TEC Namur-Luxembourg.

## Images

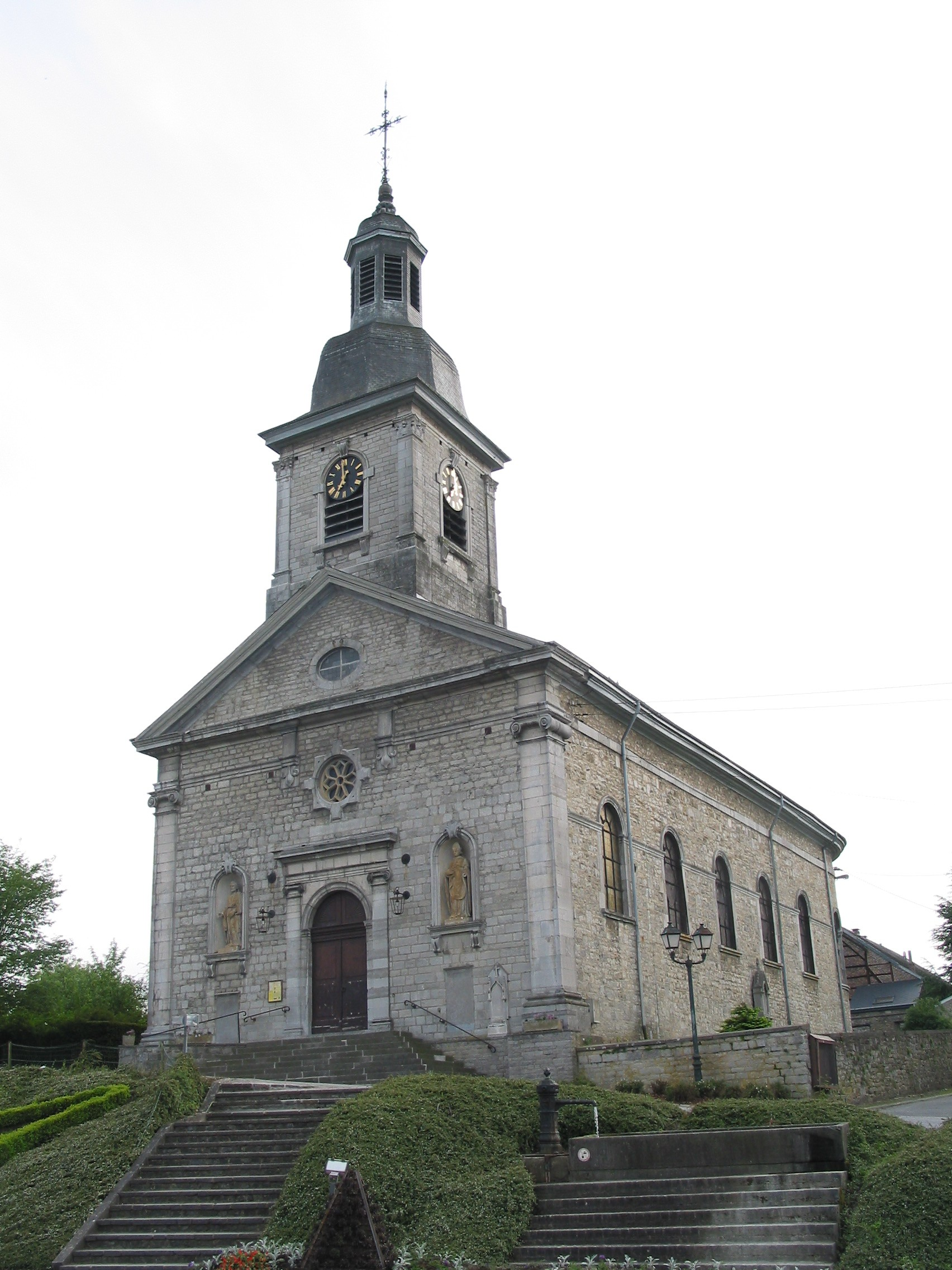
L'église Saint-Lambert.
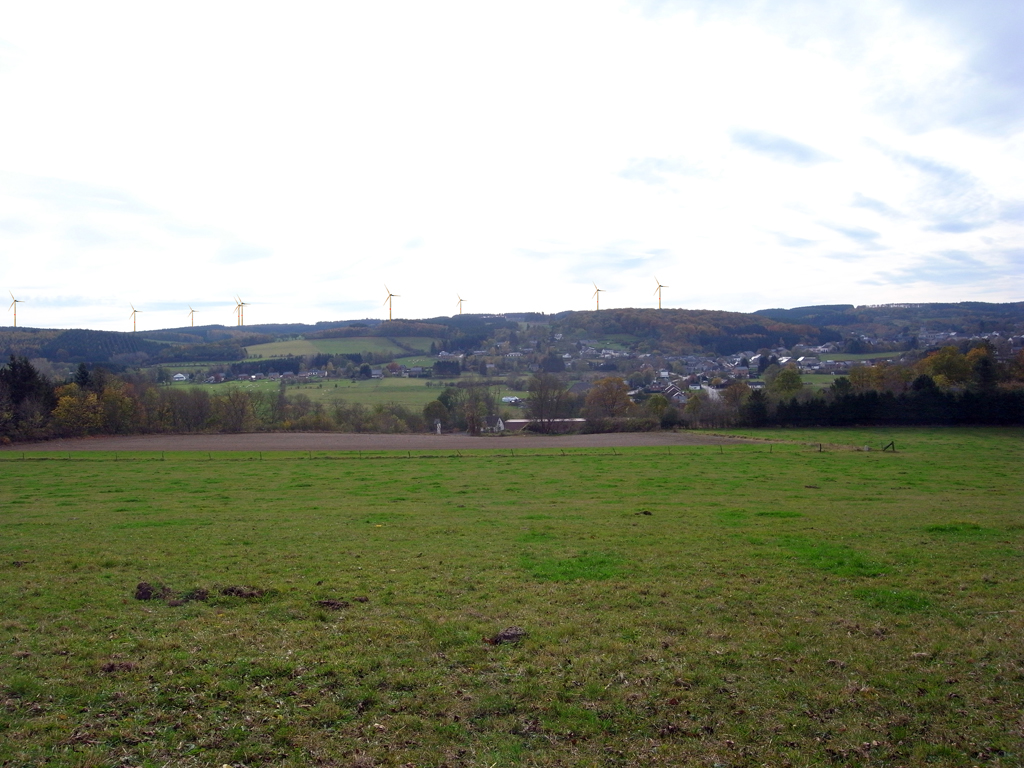
Les éoliennes vues de Tellin.
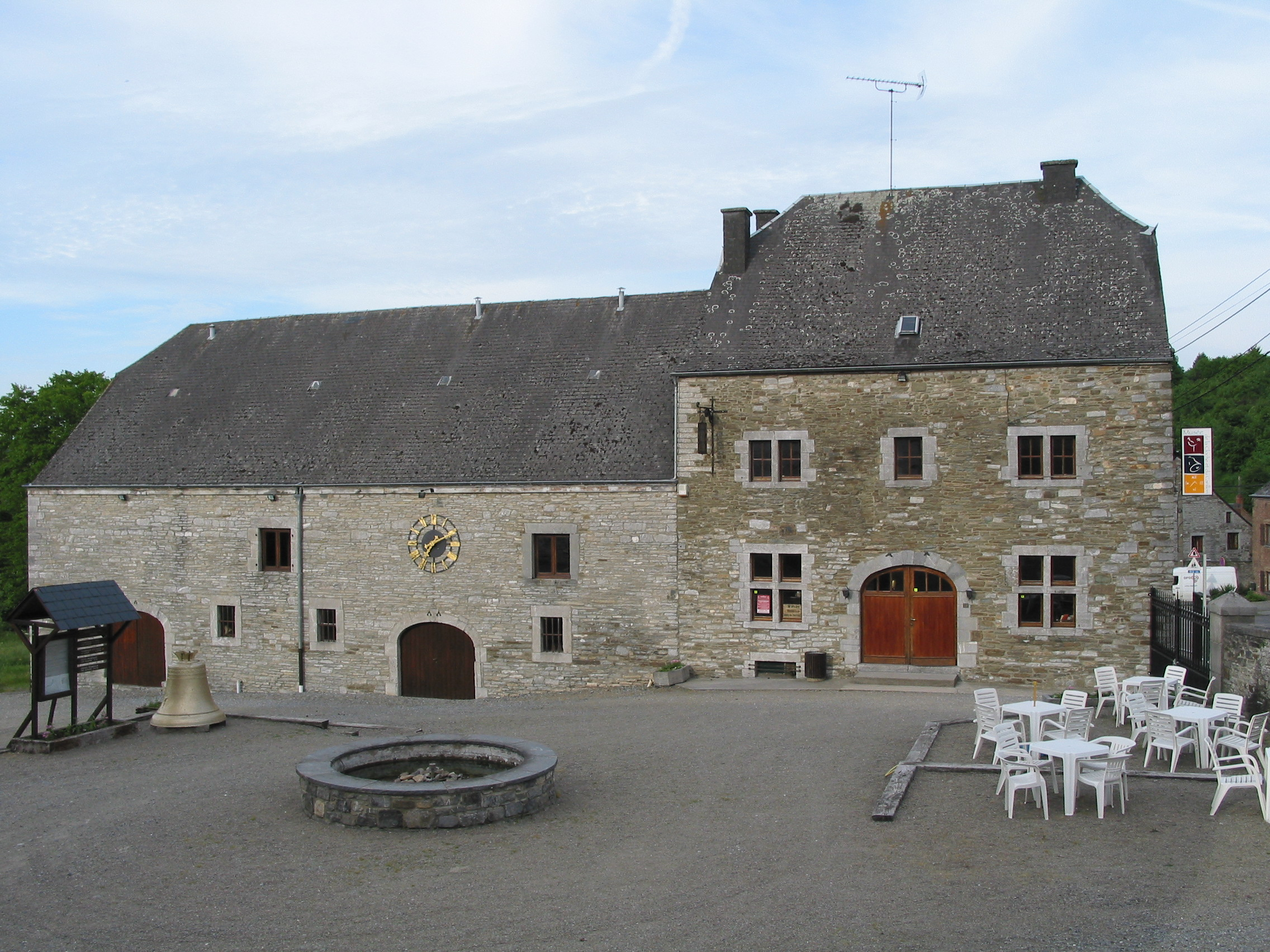
Musée de la Cloche et du Carillon de Tellin (fermé en 2013).
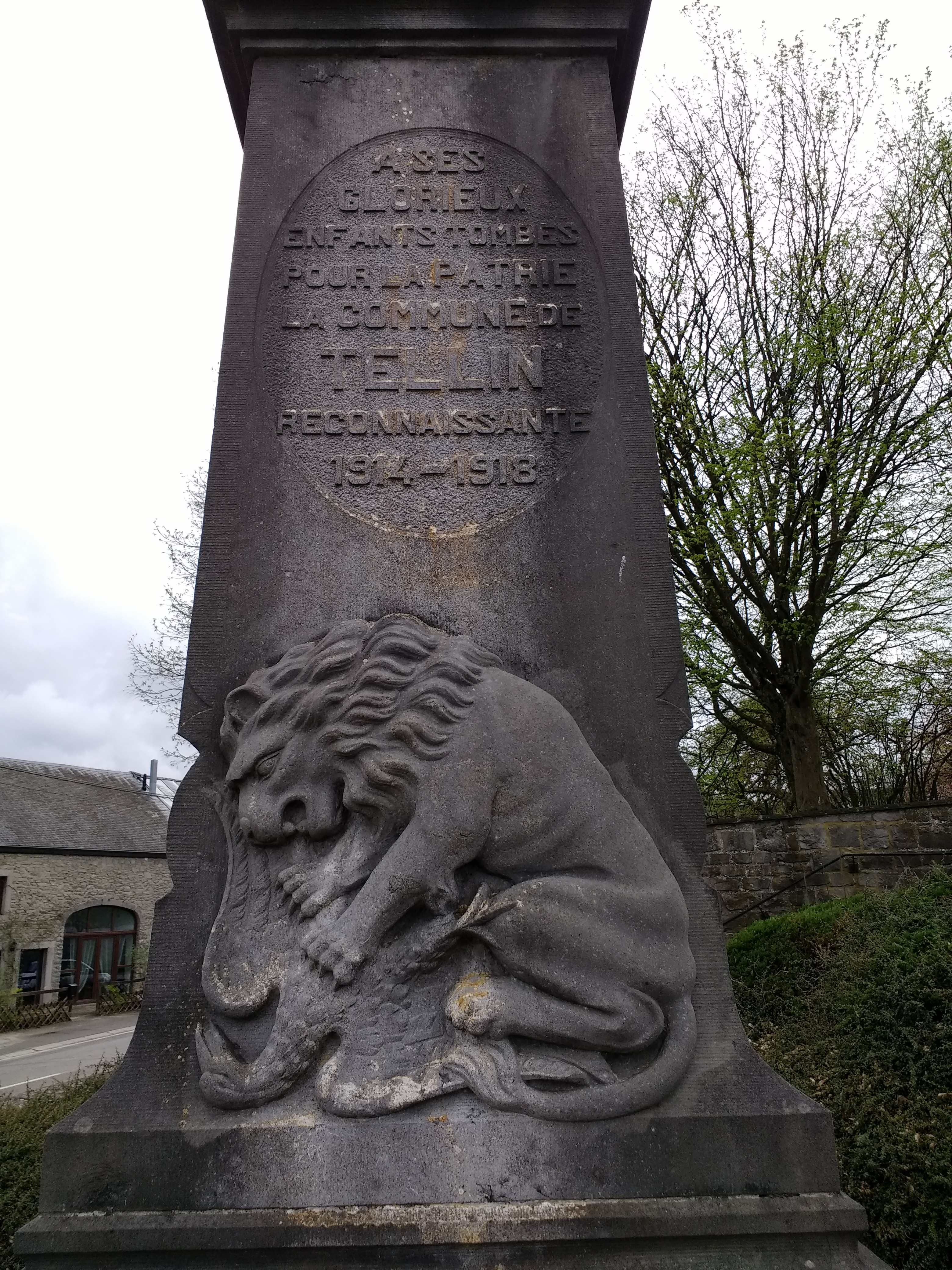
Monument aux morts.
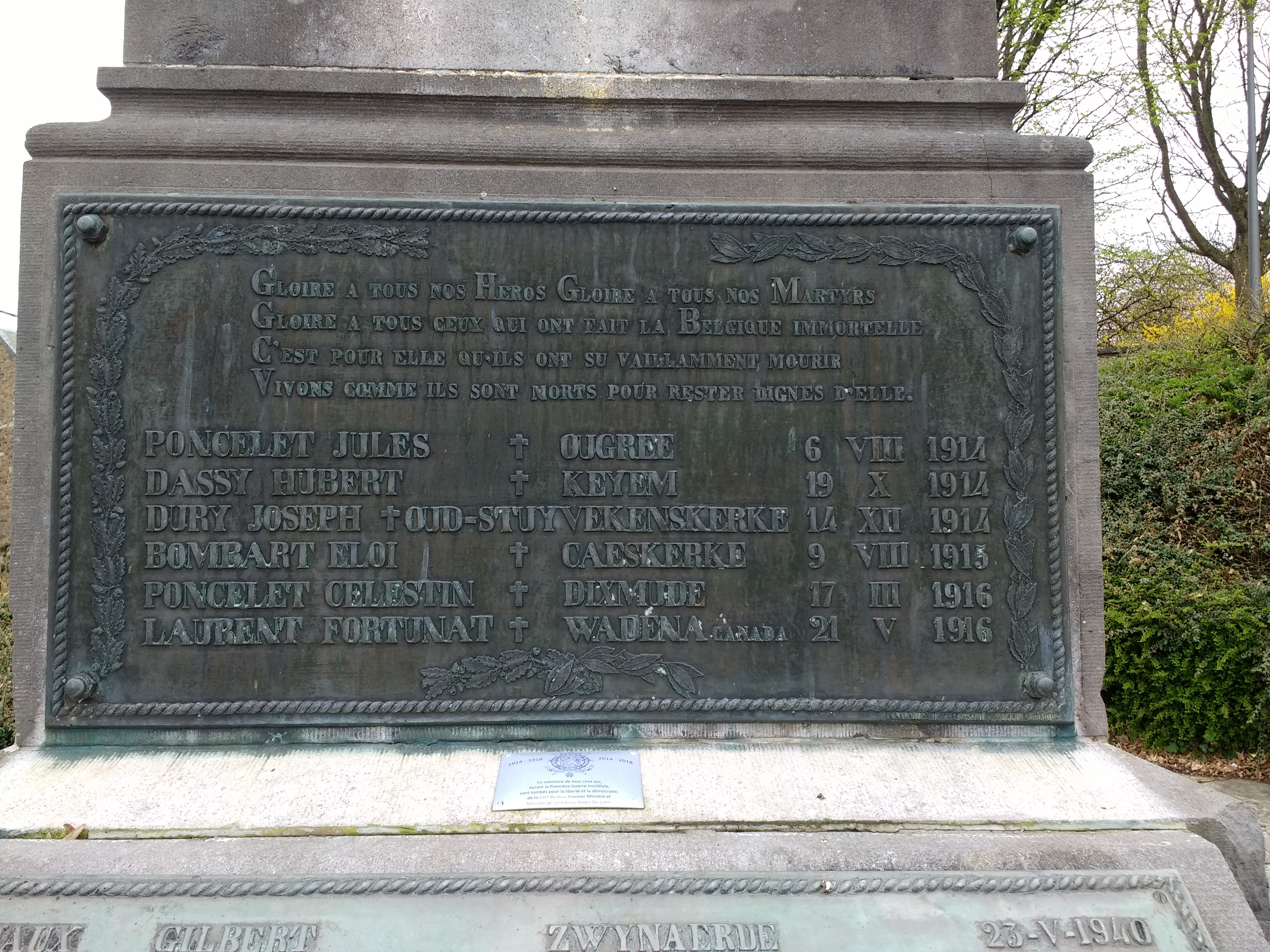
Morts de 1914-1918.
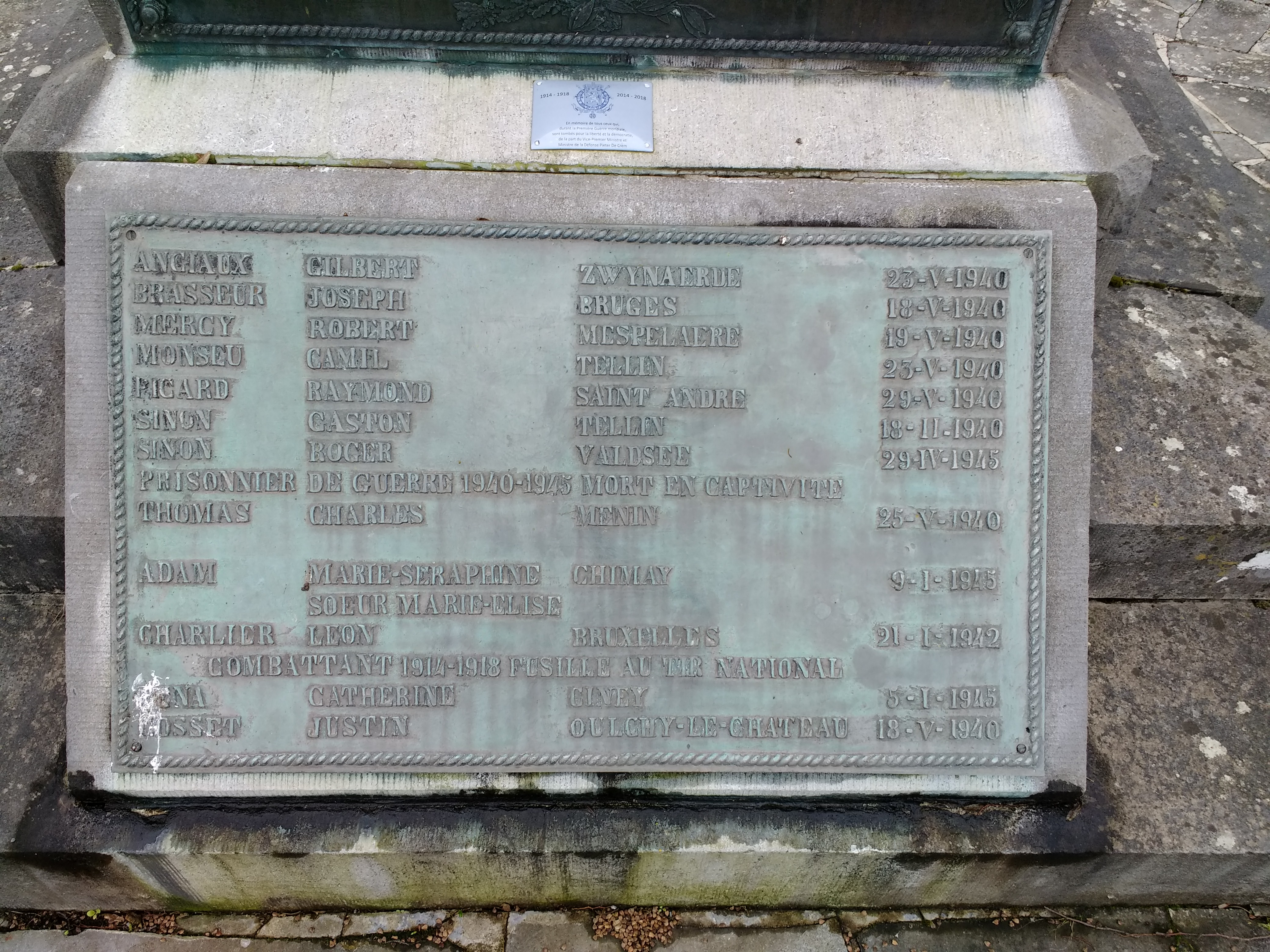
Morts de 1940-1945.